# Мицкевич, Александр Николаевич
Алекса́ндр Никола́евич Мицке́вич (пол. Aleksander Julian Mickiewicz; 1801 или 1804 — 1871) — первый профессор юридического факультета Киевского университета (1835). Родной брат Адама Бернарда Мицкевича.

## Биография
Родился в 1801 или 1804 году на хуторе Заосся, возле Новогрудка. С 1819 года учился в Виленском университете, юридическое отделение которого окончил в 1823 году. Сначала знакомился с практическим делопроизводством в канцелярии главного управляющего лесной частью Волынской губернии; одновременно совершенствуя свой русский язык. В 1824 году отправился в Санкт-Петербург, затем в Москву, для ознакомления с преподаванием наук в университетах. В 1827 году за диссертацию «De nominis pignore» получил степень магистра законоведения и церковного права и поступил на службу в Волынский лицей преподавателем римского права и гражданского польско-литовского права. Написал несколько сочинений по истории польско-литовского права и составил учебные руководства по преподаваемым им предметам, но напечатано было только одно — «О влиянии римского законодательства на законодательство польско-литовское» (Варшава, 1827). После перемещения Волынского лицея в Киев в 1833 году, Мицкевич был прикомандирован к попечителю Киевского учебного округа для занятий по устройству училищ. После учреждения Киевского университета был назначен в нём преподавателем римского права и членом правления университета; в 1835 году утверждён экстраординарным профессором, заведующим кафедрой римского права; с 17 июня 1836 года — ординарный профессор.
С 29 января 1838 года был ординарным профессором Харьковского университета; кроме римского права, читал уголовное судопроизводство. Лекции по римскому праву он читал на латинском языке, часто повторяя одну и ту же лекцию и даже переводя её на русский язык в виду трудности для студентов усвоить латинское чтение.
В 1847 году женился на Терезе Тераевич. Их дети: сын Францишек и дочь, в замужестве Свенцицкая.

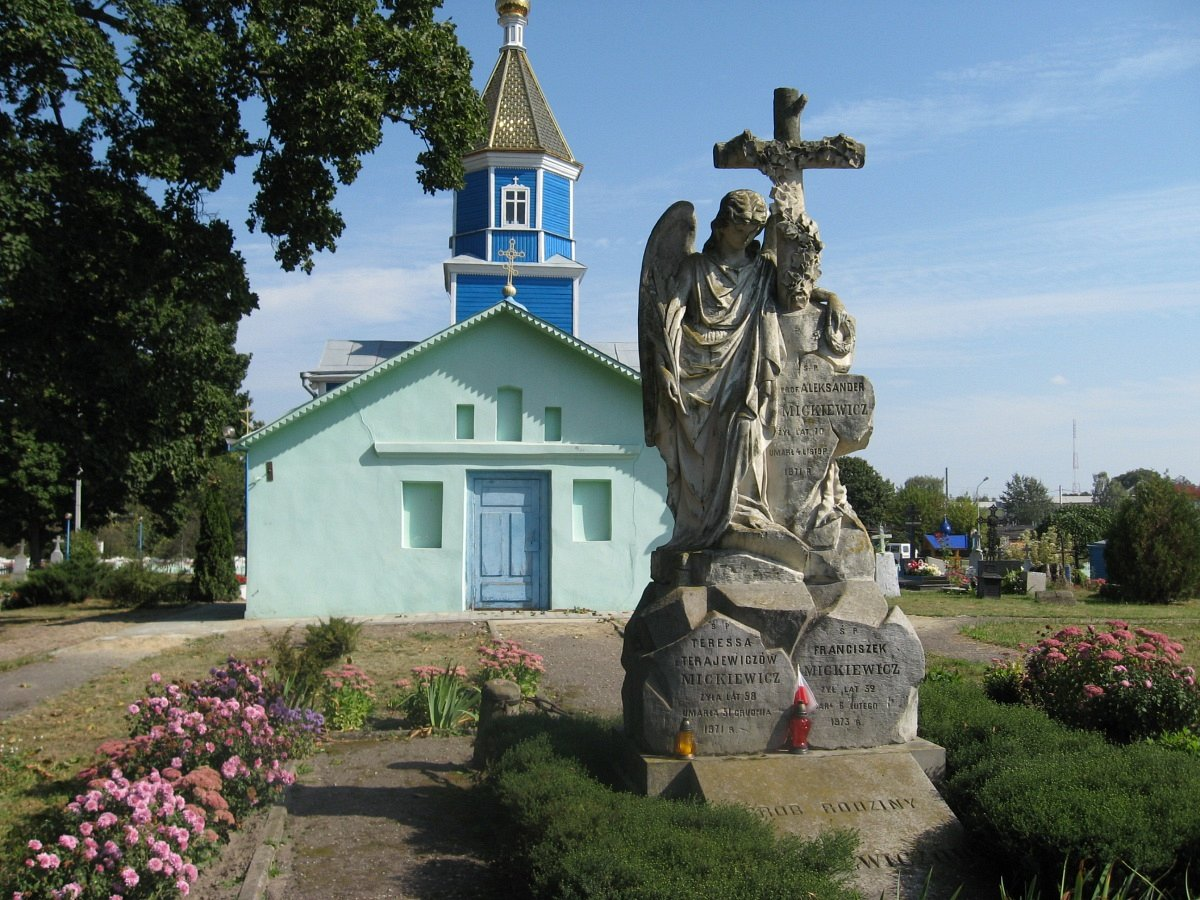
Могила А. Н. Мицкевича

Умер в Гродненской губернии 22 ноября (4 декабря) 1871 года, в приобретенном ранее небольшом поместье  вблизи Кобрина.